# Primera generación de cazas de reacción

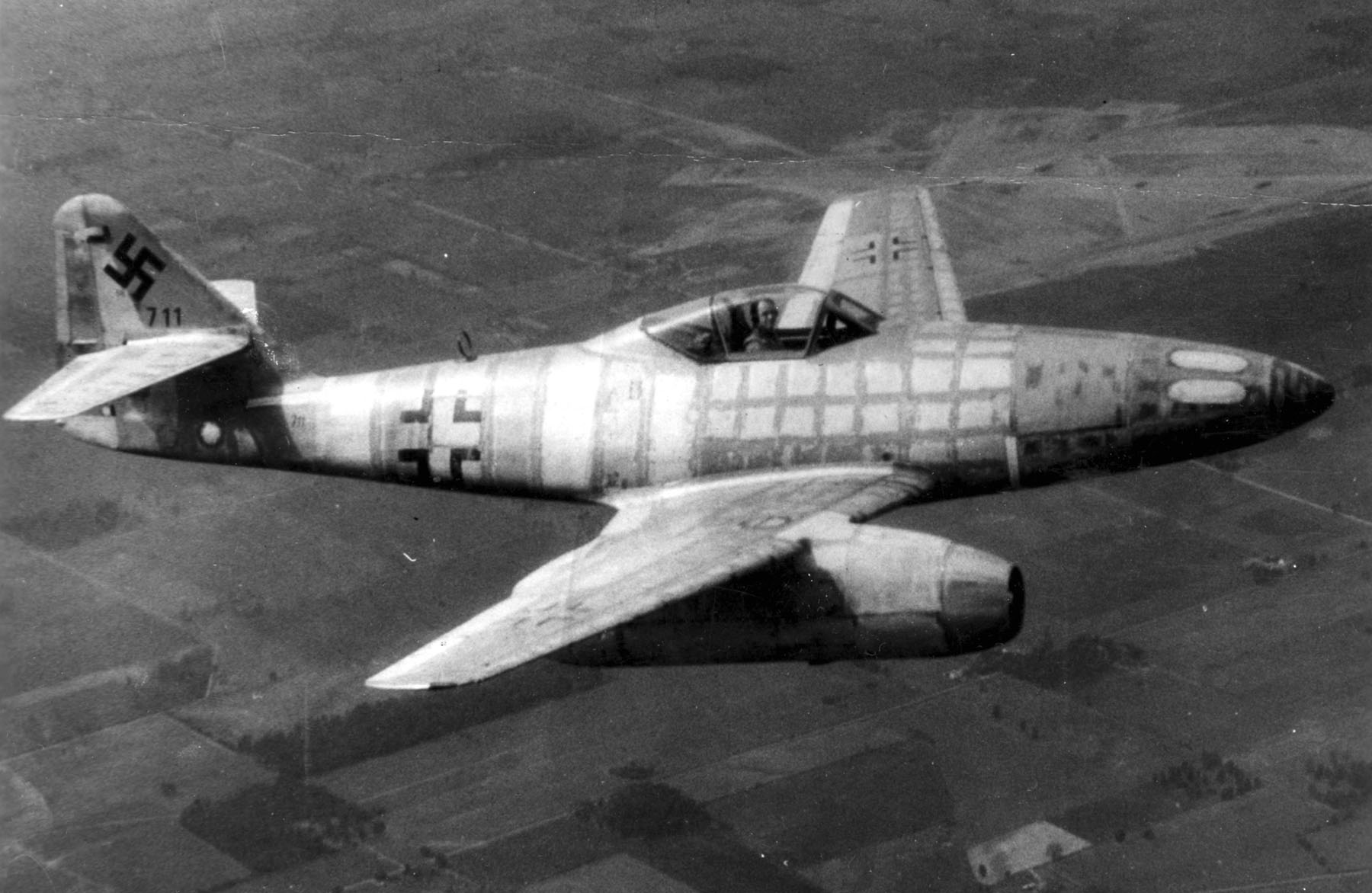
El Me 262 fue uno de los primeros aviones de reacción y es el más conocido de la Segunda Guerra Mundial.

La primera generación de cazas de reacción fue la pionera en emplear motores de reacción. Los primeros modelos volaron a finales de la Segunda Guerra Mundial, pero su uso en combate en esta guerra fue muy limitado. Se puede dividir a la generación en dos grupos principales: Los cazas de la Segunda Guerra Mundial como el Messerschmitt Me 262 y el Gloster Meteor y los cazas más avanzados como el F-86 que participaron en la guerra de Corea.
El término generación de cazas de reacción es un concepto relativamente moderno que no siempre puede aplicarse ya que no existen definiciones claras que permitan clasificar con precisión a cada avión.

## Aviones de reacción de la Segunda Guerra Mundial

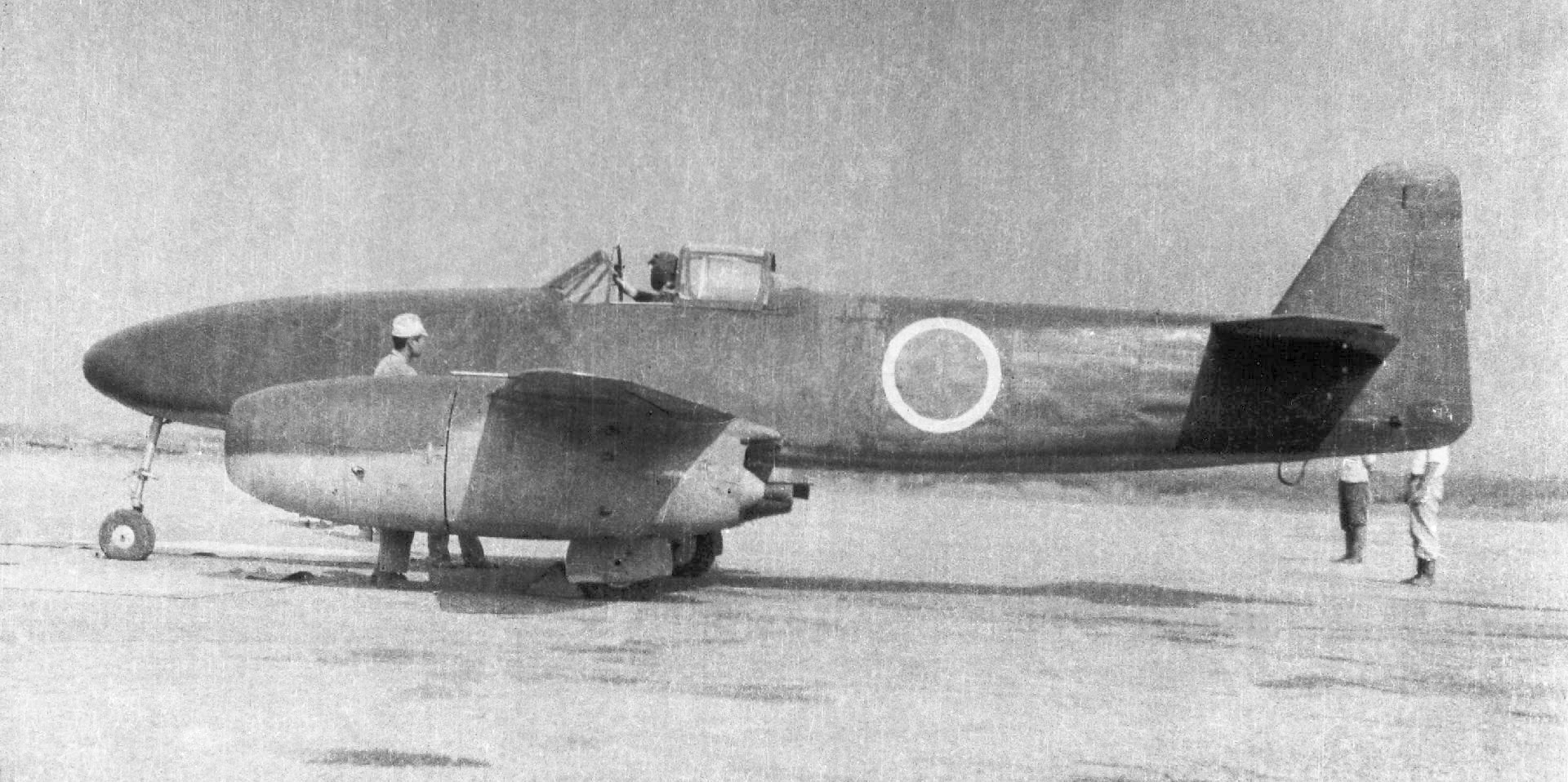
Un Nakajima Kikka de la Armada Imperial Japonesa en 1945.

Los primeros aviones de reacción eran modelos subsónicos y con alas rectas inspirados en los diseños que mejor funcionaban en los aviones con motor de pistones. Dado que los motores de reacción todavía eran experimentales en esa época, algunos de estos cazas usaron incluso un motor de pistones durante las pruebas de diseño para probar su fuselaje, antes de instalarles los permanentes.
El primer avión de reacción operacional, el He 178, se diseñó en Alemania y voló por primera vez en 1939. Constituyó la base sobre la que se construyó el He 280, el primer caza de reacción del mundo, aunque nunca estuvo en servicio activo. Luego se adaptó el diseño de este para desarrollar el Me 262, el primer caza de reacción activo de la Segunda Guerra Mundial y el más conocido de este período. En 1941 el Reino Unido desarrolló un avión experimental similar, el Gloster E.28/39, el cual tenía capacidad para transportar armas pero nunca se las equiparon.
El Bell P-59 Airacomet fue el primer caza de reacción estadounidense en servicio activo pero se lo consideró rápidamente como un modelo inferior a los aviones de pistón existentes y nunca entró en combate. El avión con motor de pistón P-51 Mustang conseguía velocidades más grandes y poseía un mayor alcance.
En Japón se fabricaron algunos modelos experimentales, como el Nakajima J9Y Kikka, pero ninguno entró en el servicio activo.

### Aviones que entraron en servicio activo
Los planos del primer caza de reacción operacional, el Messerschmitt Me 262, fueron terminados en 1939 y el primer prototipo con motor de reacción voló en 1942, entrando en servicio dos años después. Para entonces su efectividad en la guerra se vio muy deteriorada por el colapso de la infraestructura de la Alemania Nazi. Por otra parte, nunca se pudieron fabricar en grandes números porque los materiales necesarios para producir motores tan avanzados eran escasos y costosos. Los Estados Unidos y el Reino Unido también tuvieron aviones de reacción operativos durante la guerra, pero al igual que en Alemania se produjeron en pequeño número, por lo que no influyeron significativamente en el resultado de la contienda. El Gloster Meteor británico podía alcanzar velocidades de más de 900 km/h y fue utilizado para interceptar y destruir los misiles alemanes V-1 en 1945, aunque nunca entraron en territorio enemigo para evitar que su tecnología fuera robada por alemanes o soviéticos. El Lockheed P-80 Shooting Star estadounidense entró en servicio cerca del final de la guerra y fue desplegado en Europa, pero no combatió nunca.
Los primeros cazas de reacción no contaban con radar, con la excepción de los Me 262 que fueron adaptados para misiones nocturnas, ni otros equipos avanzados de aviónica. En general disponían del mismo equipamiento que los modelos con motor de pistón y utilizaban ametralladoras y cañones como armas principales.
Los aviones operacionales de este grupo incluyen:
- Alemania Nazi
  - Messerschmitt Me 262
  - Heinkel He 162
- Reino Unido
  - Gloster Meteor

Otros aviones fueron desarrollados o construidos durante la guerra, pero no entraron en servicio. Muchos de ellos sí lo hicieron durante la posguerra:
- Francia
  - Dassault Ouragan
- Reino Unido
  - de Havilland Vampire
  - Hawker Sea Hawk
  - Supermarine Attacker
- Estados Unidos
  - Bell P-59 Airacomet
  - Lockheed P-80 Shooting Star
  - McDonnell FH Phantom
  - Ryan Aeronautical FR Fireball
- Unión Soviética
  - Mikoyan-Gurevich MiG-9 'Fargo'
  - Yakovlev Yak-15/17 'Feather'

Los modelos rusos estaban inspirados en gran medida en los diseños de motores británicos y alemanes y fueron desarrollados después del final de la guerra. El Ouragan francés fue diseñado a finales de los años 1940, por lo que no siempre se lo considera un avión de este período.

### Propulsión híbrida
Los primeros motores de reacción tenían poca aceleración y algunos modelos como el FR Fireball utilizaban un sistema de propulsión mixta, con una hélice en el frente y motores de reacción atrás, para que los aviones pudieran despegar desde un portaaviones. Los aviones rusos Mikoyan-Gurevich I-250 y Sukhoi Su-5 tenían diseños similares, pero usaban motores termorreactores en vez de turborreactores y no estaban ideados para despegar desde un portaviones.
Al finalizar la guerra se realizaron experimentos con turbohélices, motores que combinan hélices y motores de reacción, como el XF2R Dark Shark y el XF-84H Thunderscreech, uno de los aviones más ruidosos jamás construidos. El Thunderscreech fue sin embargo un diseño posterior que ya era contemporáneo de algunos aviones de la segunda generación como el F-104 Starfighter. Ninguno de estos aparatos híbridos entró en combate, aunque el Fireball estuvo operativo dos años.

## Guerra de Corea

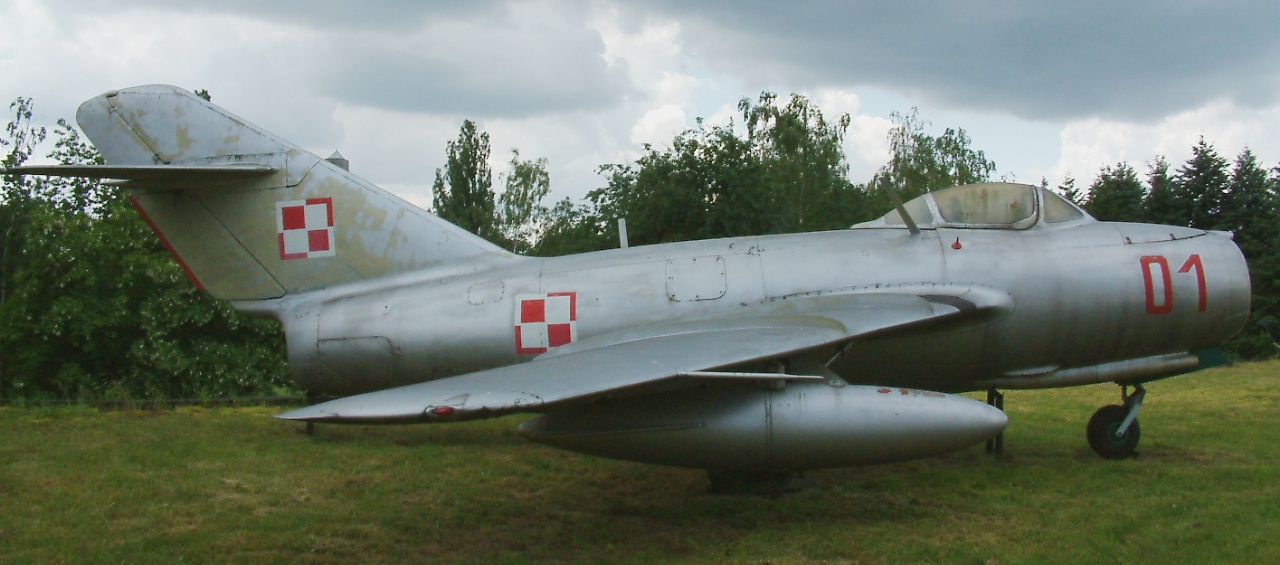
Un MiG-15 en Polonia.

Después de la Segunda Guerra Mundial algunas aeronaves fueron construidas refinando las ideas desarrolladas en los primeros reactores. Algunos incluían alas en flecha y podían superar la barrera del sonido al caer en picada. Los radares eran utilizados solo en los cazas nocturnos y en los interceptores, aunque los primeros diseños requerían de un copiloto que hiciera las veces de operador de radar. Durante la guerra de Corea empezaron a hacerse comunes los misiles aire-aire en los aviones, como el F-94 que usaba misiles Mk 4/Mk 40 Folding-Fin Aerial Rocket como arma principal en lugar de las ametralladoras y cañones.

### Interceptores/Cazas nocturnos
- Canadá
  - Avro CF-100 Canuck
- Reino Unido
  - de Havilland Venom / de Havilland Sea Venom
- - Yakovlev Yak-25 'Flashlight'
- Estados Unidos
  - North American F-86D Sabre
  - Northrop F-89 Scorpion
  - Lockheed F-94 Starfire
  - Douglas F3D Skyknight

### Cazabombarderos
- Francia
  - Dassault Mystère I/II/III
  - Dassault Mystère IV
- Suecia
  - Saab 21R
- Estados Unidos
  - Grumman F9F Panther
  - Republic F-84 Thunderjet
  - Republic F-84F Thunderstreak

### Aviones de caza
Muchos de estos modelos tenían también variantes cazabombarderos:
- Australia /  Estados Unidos
  - CAC Sabre
- Canadá /  Estados Unidos
  - Canadair Sabre
- China
  - Shenyang J-5
- Suecia
  - Saab 29 Tunnan
  - Saab 32 Lansen
- Reino Unido
  - de Havilland Vampire
  - de Havilland Venom
- Estados Unidos
  - North American F-86 Sabre
  - North American FJ-1 Fury
  - North American FJ-2 Fury
  - North American FJ-3 Fury
  - North American FJ-4 Fury
  - McDonnell F2H Banshee
  - McDonnell F3H Demon
  - Grumman F9F Cougar
  - Vought F7U Cutlass
- - Lavochkin La-15 'Fantail'
  - Mikoyan-Gurevich MiG-15 'Fagot'
  - Mikoyan-Gurevich MiG-17 'Fresco'
  - Yakovlev Yak-23 'Flora'

## Cazas cancelados
- Argentina
  - FMA I.Ae. 27 Pulqui
  - FMA I.Ae. 33 Pulqui II
- Francia
  - Aérocentre NC 1080
- Italia
  - Aerfer Ariete / Aerfer Leone / Aerfer Sagittario 2
- Japón
  - Nakajima J9Y
  - Nakajima Ki-201
- Alemania Nazi
  - Focke-Wulf Ta 183
  - Heinkel He 280
  - Horten Ho 229
  - Messerschmitt Me P.1101
  - Messerschmitt P.1106
- Suiza
  - FFA N-20
- Reino Unido
  - Gloster E.1/44
  - Saunders-Roe SR.A/1
- - Alekseyev I-211 / Alekseyev I-215
  - Lavochkin La-150
  - Lavochkin La-168
  - Sukhoi Su-9 (1946)
  - Sukhoi Su-15
  - Sukhoi Su-17
  - Yakovlev Yak-7R
  - Yakovlev Yak-19
  - Yakovlev Yak-25 (1947) / Yakovlev Yak-30 (1948)
  - Yakovlev Yak-50 (1949)

## El final de la primera generación
En los años 1960, los modelos de cazas más modernos comenzaron a utilizar misiles aire-aire como su arma principal y superaban la velocidad del sonido de forma rutinaria durante el combate. Los aviones de la primera generación dependían en su mayoría del alcance visual de sus pilotos para detectar a los enemigos, lo que los volvía poco efectivos contra aviones con sistemas avanzados de radar y con sistemas de misiles más modernos como el AIM-7 Sparrow. Los avances en la detección a distancia y en las armas obligó a los diseñadores a hacer cambios en los aviones, poniéndole fin a la primera generación de cazas de reacción.
No existe una línea divisoria clara entre la primera y la segunda generación, algunos de los primeros cazas de la segunda como el F-8 Crusader seguían utilizando los cañones como armas principales, mientras que algunos de los últimos aviones de la primera utilizaban misiles detectores de calor como el AIM-9 Sidewinder o el guiado por radar Kaliningrad K-5.